# Odynerus bradleyi
Odynerus bradleyi är en stekelart som beskrevs av Roberts 1925. Odynerus bradleyi ingår i släktet lergetingar, och familjen Eumenidae. Inga underarter finns listade i Catalogue of Life.